# Anca Agemolu
Anca-Nicoleta Agemolu (n. 05.12.1944, București), este o cântăreață de muzică ușoară din România, de origine armeană.

## Biografie
Anca Agemolu a absolvit Facultatea de Muzică din cadrul Institutului Pedagogic București, cu Iolanda Mărculescu (canto), Ion Alexandrescu (teorie-solfegiu), Vasile Nicolescu (folclor), Mircea Neagu (armonie). Între anii 1965 - 1969, a fost profesoară de muzică la mai multe școli generale din București. A fost solistă la Teatrul de Revistă "C. Tănase" din București, 1970 - 1975. A întreprins turnee în Polonia, Germania, Israel etc.. A participat la Festivalurile de la Mamaia și la "Cerbul de Aur" de la Brașov.

## Activitate
A activat în a doua jumătate a anilor 1960, interpretând piese ale compozitorilor Henry Mălineanu, Temistocle Popa, Radu Șerban, Ramon Tavernier, Nicolae Kirculescu, George Grigoriu ș.a. S-a făcut remarcată printr-un repertoriu de inspirație jazzistică, adoptând apoi și sonoritatea rock 'n' roll. Poseda o voce caldă de mezzo-soprană, cântând cu un timbru clar, curățat de artificii; în interpretarea de jazz, avea swing (expresivitate ritmică).
Participă în 1966 la a patra ediție a Festivalului de la Mamaia, unde prezintă piesele: „Te cheamă Dragostea” (Nicolae Kirculescu), „Gîndul meu” (Eugen Teger) și „Yenka” (Radu Zaharescu). În 1968, a participat la prima ediție a festivalului internațional Cerbul de Aur de la Brașov, unde, conform comentariului compozitorului Edmond Deda, a interpretat un repertoriu care nu a avantajat-o.
Înregistrează la Radiodifuziunea Română și la casa de discuri Electrecord. Este invitată în numeroase emisiuni de televiziune. Susține turnee în țară și în străinătate.
În 1978 a emigrat în Germania, unde s-a căsătorit cu muzicianul Gerhard Walter Römer (*28.02.1942 în București, †21.12.2012), cu care fusese logodită în România, înainte ca acesta să fi emigrat cu părinții săi în 1968, cu care are un fiu, Roland (* 1980), muzician și el, și cu care trăiește la Geretsried, un orășel la sud de München, plin de emigranți de origine germană din România, unde au un magazin de muzică. Familia s-a mutat în cel mai mare oraș al Bavariei Inferioare, Landshut (ca. 80.000 de locuitori).  
Urmele carierei ei în România au fost șterse, în conformitate cu practicile regimului politic al vremii.

## Repertoriu
La coada listei se află, ordonate alfabetic, piesele nedatate. Numele trecute în paranteze în dreptul pieselor sunt cel al compozitorului, respectiv cel al textierului. Titlurile sunt reproduse folosind grafia din epocă.
| - Frumos ești, București (1965, Radu Șerban/Ion Socol) din filmul cu același nume - De ce mi-ai scris (1967, Andrei Proșteanu/Timotei Ursu) - E prea frumos (1967, Temistocle Popa) - Cum mă vezi și cum te văd – duet cu Aurelian Andreescu (1968, Ramon Tavernier) - Ia-mă cu tine – duet cu Aurelian Andreescu (1971, Henry Mălineanu/Henry Mălineanu) - Soare, soare (1971, preluare după Middle of the Road – „Soley, soley”) - Aici (Ca două flori) - Băiatul care duce flori (Radu Șerban/Aurel Storin) - Ce simplu ar fi (Nicolae Kirculescu) - Cînd se-aude o trompetă (Valențiu Grigorescu/Mihai Dumbravă) - Cînd sînt cu tine - Cu yola (Radu Șerban) - Dacă numeri pîn' la zece - De-aș avea un baby - E vina ta | - Inima - Într-o caleașcă - Mai minunat decît sufletul rău (Aurel Giroveanu) - Nu mă-ntreba (Radu Șerban) - Nu te pot uita (Nicolae Kirculescu) - Poate să ningă, poate să plouă – duet cu Mihai Dumbravă (Aurel Giroveanu) - S-a sfârșit cu tristețea (Camelia Dăscălescu/Mihai Dumbravă) - Spune-mi de ce mi-ai scris (Andrei Proșteanu) - Te văd, te văd - Te voi iubi pînă la sfîrșitul lumii (Nicolae Kirculescu) - Tu și eu (Camelia Dăscălescu/Mihai Dumbravă) - Un colț de cer (Ramon Tavernier) - Val de mare, val de frumusețe - Vrăbiuțe indiscrete (Noru Demetriad) |

## Discografie
Notația C reprezintă o compilație alături de alți muzicieni – nu sunt amintite decât pistele cu interpretări ale Ancăi Agemolu.
- Concertul de prime audiții cu premii al Radioteleviziunii, mai 1967 (1967, Electrecord EDC 884) C
2. De ce mi-ai scris
- Melodii de Temistocle Popa (1967, Electrecord EDC 916) C
1. E prea frumos
- Melodii de H. Mălineanu (1971?, Electrecord EDD 1274) C
7. Ia-mă cu tine